# Fordanserki
Fordanserki – amerykański dramat z 1937 roku w reżyserii Lloyda Bacona i Michaela Curtiza.

## Fabuła
Prokurator przekonuje dziewczynę do towarzystwa aby zeznawała przeciw swojemu szefowi, który zamieszany jest w zabójstwo jej siostry.

## Obsada
- Bette Davis – Mary Dwight Strauber
- Humphrey Bogart – David Graham
- Lola Lane – Dorothy „Gabby” Marvin
- Isabel Jewell – Emmy Lou Eagan
- Eduardo Ciannelli – Johnny Vanning
- Rosalind Marquis – Florrie Liggett
- Mayo Methot – Estelle Porter
- Jane Bryan – Betty Strauber
- Allen Jenkins – Louie
- John Litel – Gordon, prawnik Vanninga
- Ben Welden – Charlie Delaney
- Damian O’Flynn – Ralph Krawford
- Henry O’Neill –  prokurator okręgowy Arthur Sheldon
- Raymond Hatton – prawnik Vanninga
- Carlos San Martín – kierownik sali
- William B. Davidson – Bob Crandall
- Kenneth Harlan – Eddie
- Robert Strange – George Beler
- Arthur Ayelsworth – Sheriff John Truble
- John Sheehan – Vincent
- Dorothy Tree – kobieta w czerwieni (niewymieniona w czołówce)
- Sam Wren – Mac
- Edwin Stanley – Detective Casey